# Decision 3012
Decision 3012 (с англ. — «Решение 3012») — 3 эпизод 7 сезона мультсериала «Футурама».

## Сюжет
На Земле приближается срок президентских выборов. Голове Ричарда Никсона противостоит малоизвестный и непопулярный политик — сенатор Крис Траверс. Лила, вдохновленная честностью и рассудительностью сенатора, решает помочь ему добиться победы и возглавляет его избирательный штаб. Благодаря грамотному пиару рейтинг Траверса быстро растёт.
Никсон пытается скомпрометировать оппонента, однако не может найти в биографии сенатора ничего предосудительного. Тогда президент решает сыграть на ксенофобии большинства землян. Никсон распускает слух, что Траверс является инопланетянином, и, следовательно, не имеет права баллотироваться на пост президента. Сенатор отрицает обвинения, утверждая, что родился на Земле, в Кении, но продемонстрировать своё свидетельство о рождении отказывается.
Лила, решив разобраться в ситуации, вместе с Фраем и Бендером отправляется в Кению, в тот самый Роддом, где родился Траверс, и там она выясняет, что мать Траверса лишь накануне поступила в родильное отделение. Под давлением фактов сенатор сознается, что является путешественником во времени. В будущем политика Никсона привела к восстанию роботов под предводительством Бендера и гибели большинства людей. Траверс был отправлен в прошлое, чтобы предотвратить уничтожение человечества, не дав Никсону стать президентом.
Чтобы доказать земное происхождение Траверса, его рождение транслируют в прямом эфире. Репутация сенатора восстановлена. Траверс побеждает на выборах и становится президентом Земли. Тем самым создается альтернативная ветка реальности, в которой восстания роботов не происходит. В результате временного парадокса Траверс исчезает из реальности, прямо во время произношения речи. Никсон благополучно переизбирается на следующий срок, а Траверса больше никто не помнит.